# World of Guns: Gun Disassembly
World of Guns: Gun Disassembly (укр. Світ зброї: Розбирання зброї) — симуляційна відеогра 2014 року в жанрі головоломки та симулятора, що розроблена та видана компанією Noble Empire Corp. 21 травня 2014 року.
Присвячена розбиранню та вивченню різних моделей вогнепальної зброї (а також інших механізмів). Вона є розвитком серії ігор Gun Disassembly, вперше опублікованих у 2010 році для платформ Microsoft Windows і iOS, і є оновленою версією Gun Disassembly з розширеною бібліотекою моделей і набором функцій.
Програму можна використовувати як енциклопедію-довідник зі стрілецької зброї, так і гру-головоломку, мета якої — розібрати або зібрати модель у правильній послідовності за найменший час.

## Ігровий процес
Гравець маніпулює обраним зразком зброї (чи іншого механізму) в тривимірному просторі. У його розпорядженні вільно переміщувана камера, а також спеціальні функції перегляду, що дають змогу наочно показати внутрішній устрій механізму: багатошаровий «рентген», режим навчального розрізу, можливість уповільнення часу.
Залежно від режиму гри від гравця вимагається або освоїти всі органи управління і процедури поводження зі зброєю (режим «Функціонування»), або здійснити складання або розбирання зразка. Доступно кілька режимів розбирання і збирання, що зростають за складністю. Це неповне (польове) розбирання, повне розбирання на складові частини, і, нарешті, розбирання і складання на час і точність. Для кожної моделі доступні локальні та світові таблиці рекордів, а також досягнення. Також для низки моделей доступні ігрові «стрільбища».
Гра поширюється за системою free-to-play. Для розблокування спочатку недоступних моделей гравець може або придбати їх за допомогою зароблених у грі очок, або з використанням мікротранзакцій. У продажу є DLC-пакети моделей, зокрема пакет, що дає доступ до всієї бібліотеки.

### Бібліотека моделей
Однією з характеристик програми є розширювана бібліотека анімованих 3D-моделей, яку Noble Empire збільшує з 2010 року (дати виходу початкової версії Gun Disassembly). Наразі компанія-розробник у середньому випускає по дві нові інтерактивні моделі на місяць. За твердженням розробників, 3D-моделі та їхню анімацію створюють за результатами роботи з реальними екземплярами зброї, оригінальною технічною документацією та фотографіями.
Станом на квітень 2018 року бібліотека World of Guns складалася з 200 моделей, які в сумі складаються з більш ніж 23 000 деталей. До бібліотеки моделей входять історичні та сучасні моделі вогнепальної зброї, а також гармати, мотоцикли, автомобілі (зокрема DeLorean DMC-12), бронетехніка (БМП-3) і літак Chance Vought F4U Corsair.

## Огляди
Гра отримала низку позитивних відгуків як в ігровій, так і в спеціалізованій пресі. Засновник популярного онлайн-видання про зброю The Firearm Blog Стів Джонсон назвав World of Guns «без жодних сумнівів, моїм улюбленим застосунком про зброю» і зазначив, що дізнався завдяки грі багато нового: «Я навіть використовував [World of Guns], щоб розібратися у влаштуванні історичних військових зразків з моєї колекції». У російськомовній та англійськомовній ігровій пресі World of Guns отримала загалом позитивні відгуки. Оглядач сайту Rock, Paper, Shotgun Тім Стоун присвятив грі випуск рубрики симуляторів, а пізніше порівняв її з грою Car Mechanic Simulator 2014 не на користь останньої. Також огляд гри увійшов до випуску телепрограми «Від Гвинта!». Оглядач популярного у збройових ентузіастів блогу Guns.com високо оцінив гру і зазначив: «Коли я купую зброю, я спершу перевіряю, чи є її модель у WoG; якщо є, то можна брати». Він зазначає, що попри мікротранзакції, витрати на потрібні моделі «розумні», а сама гра як керівництво з обслуговування зброї «виняткова» і «варта того».

## Популярність
За даними Steam Spy, у цифровому магазині Steam у World of Guns налічується 2,2 млн власників (усереднена користувацька оцінка 82 %, переважно схвальні). Застосунок World of Guns для російської соціальної мережі VK було встановлено 810 000 разів; застосунок для Facebook має 10 000 щомісяця активних користувачів і 130 000 підписників. Оригінальна версія програми Gun Disassembly має від 1 до 5 млн інсталяцій у магазині Google Play (середня оцінка 4/5) і середню оцінку 4/5 в App Store.
Влітку 2018 року, завдяки уразливості в захисті Steam Web API, стало відомо, що точна кількість користувачів сервісу Steam, які грали в гру хоча б один раз, становить 2 367 076 осіб.